# Björkborns herrgård
Björkborns herrgård, i marknadsföringssyfte Alfred Nobels Björkborn, är en herrgård i Björkborn, på Björkbornsvägen 10 vid Norrleden i Karlskoga kommun i Örebro län. Herrgården var Alfred Nobels sista bostad i Sverige från 1894 till 1896.
Herrgården uppfördes omkring 1812–1815 och är belägen inom ett område som avgränsas av Timsälven. Detta kan även utläsas ur ortnamnsefterledet, -born, som betyder 'passage mellan eller utmed vatten'. Byggnaden omges av Björkborns herrgårdspark som är en av Karlskoga kommuns fem parker som har status som kulturpark. Björkbornsbron, som invigdes 2022, förbinder herrgårdsområdet med centrala Karlskoga. 
Sedan 1970-talet rymmer herrgården Nobelmuseet i Karlskoga, ett personmuseum över Alfred Nobel, som visar utställningar och arrangerar guidade turer. Dessförinnan var byggnaden privatbostad. Vid Björkborn låg alltsedan 1639 Björkborns bruk, vilket var ett mindre järnbruk som hörde ihop med Bofors bruk några kilometer bort. Omedelbart nordost om herrgårdsområdet ligger Alfred Nobels laboratorium, med tillhörande experimentverkstad för barn.  
I anslutning till herrgården ligger Björkborns industriområde, som rymmer flera företag inom olika sektorer, däribland läkemedelsföretaget Cambrex.  

## Historia

### Stormaktstiden

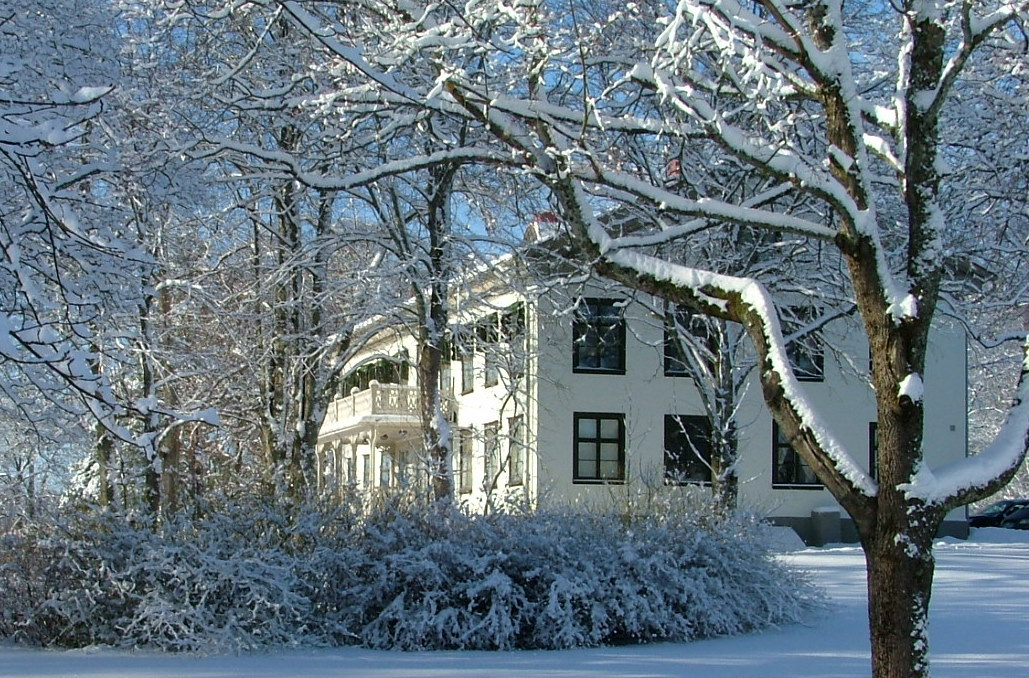
Björkborns herrgård i vinterskrud 2009.

Björkborn, tidigare kallat "Beckborn", anlades 1639 på kronohemmanet Backa av Mårten Drost, som var från Nederländerna. Han hade redan sedan 1629 varit verksam som fogde i Karlskoga, men erhöll då privilegium att uppföra en hammarsmedja. 1648 sålde Drost bruket till Johan Lillieström som adlades 1636. Han förvärvade även Bofors hammare. Ägarbytena var flera och skedde på både Björkborn och Bofors. Järnbruket drevs av de omgivande vattenfallen och var under stormaktstiden ett av tre verksamma bruk i Karlskoga. Bruket avvecklades först 1901.
På 1670-talet förvärvades bruket av Crispin Flygge, som genom arv överlät det till sin änka Sigrid Ekehielm omkring 1673. År 1703 köptes det av Jacob Robsahm, och genom honom kom Björkborn jämte Bofors i släkten Robsahms ägo. Det var hans son, Peter Robsahm, som ärvde det omkring 1716, därefter Johan Ludvig Robsahm från 1751 och slutligen Henrik Robsahm omkring 1805.

### Ny herrgårdsbyggnad

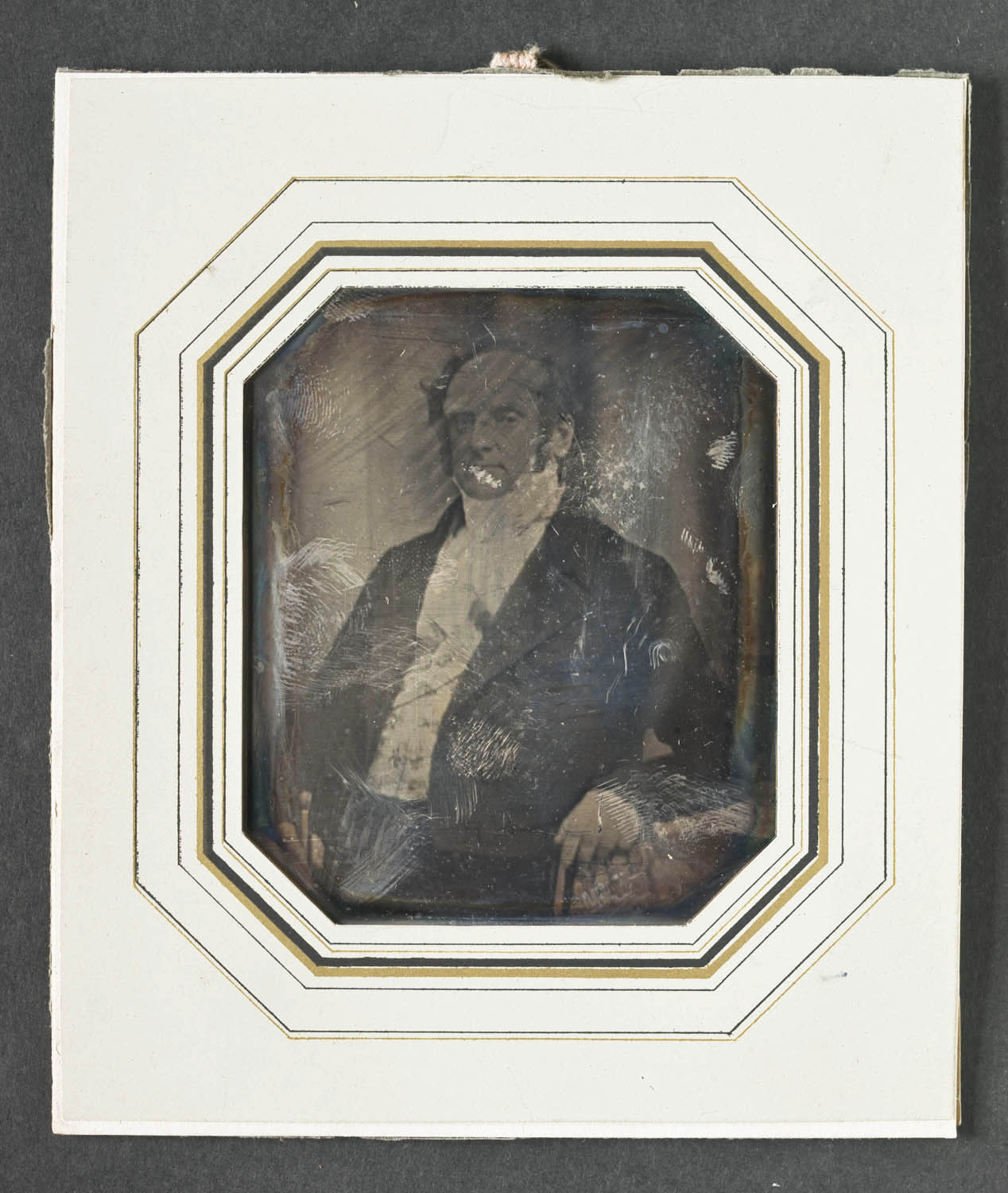
Dagerrotypi över Olof Philip Oxehufvud.

Den nuvarande herrgårdsbyggnaden blev ombyggd 1814, men uppfördes ursprungligen 1694, och skulle då tjäna som bostad åt bruksdisponenten. Robsahms ättlingar bodde på Björkborn fram till 1800-talet, och efter Robsahm förvärvades den omkring 1827 av B D Myhrman och därefter av Olof Philip Oxehufvud, som var far till Christer Oxehufvud som bodde på Björkborn med sin familj. 1873 sålde den senare egendomen till AB Bofors-Gullspång.
Herrgården användes fortsatt som bostad fram till 1972. Först av Nobels testamentsexekutor Ragnar Sohlman (tillika disponent för AB Bofors Nobelkrut 1898–1919) och senare av hans son Sverre R:son Sohlman (VD för Bofors 1956–1966).
Under åren har herrgården använts som bostad av medlemmar från olika framstående svenska släkter. Bland nämnda släkter märks Robsahm, Oxehufvud, Sohlman och Myhrman.

### Alfred Nobel
Herrgården ägdes av AB Bofors-Gullspång, som 1894 fick Alfred Nobel som huvudägare och styrelseordförande. Den 18 september 1894 beslutade företagets styrelse att ställa manbyggnaden till styrelsens ordförandes disposition. När Nobel bosatte sig på herrgården lät han uppföra ett laboratorium, och det var även här han hade sina ryska hingstar.
Alfred Nobel lät sin brorson Hjalmar Nobel ansvara för inredningen av byggnaderna. Belysning, vatten och avlopp installerades, och herrgården blev därefter Alfred Nobels hem under den tid han var ägare av Bofors (1894–1896). Björkborn var Alfred Nobels sista hem, och han bodde där till sin död 1896. Köpet av herrgården, liksom Bofors bruk, var avgörande för skapandet av Nobelpriset.
Scener till filmen om "Nobelbröderna" spelades in på området våren 2023. En annan serie för SVT som har premiär 2025 spelades också in på herrgårdsområdet.
I herrgårdsparken arrangeras även teaterföreställningar, såsom Rasmus på luffen av teatergruppen Lyset.

## Nutid

### Nobelmuseet

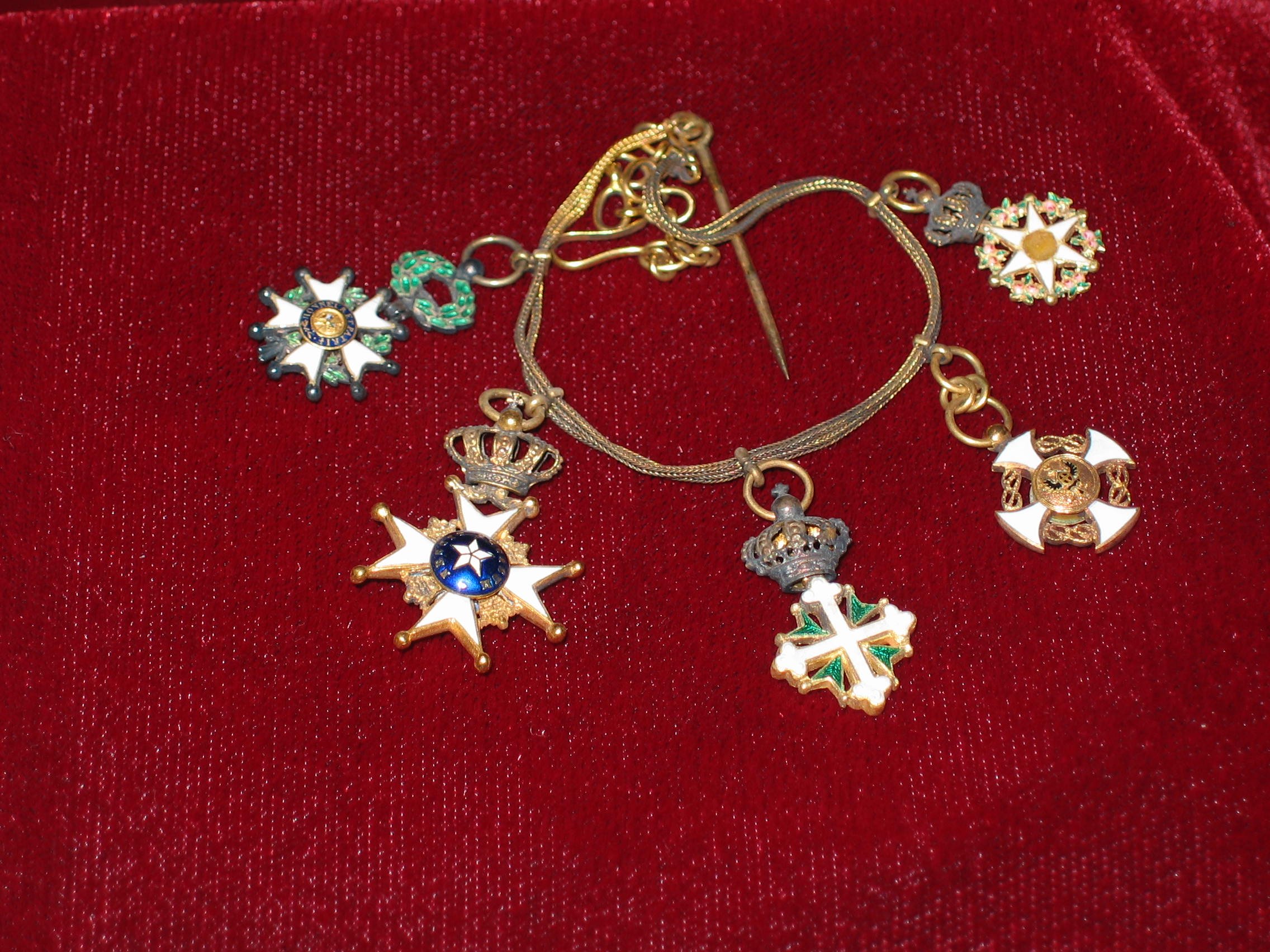
Miniatyrordnar på herrgården.

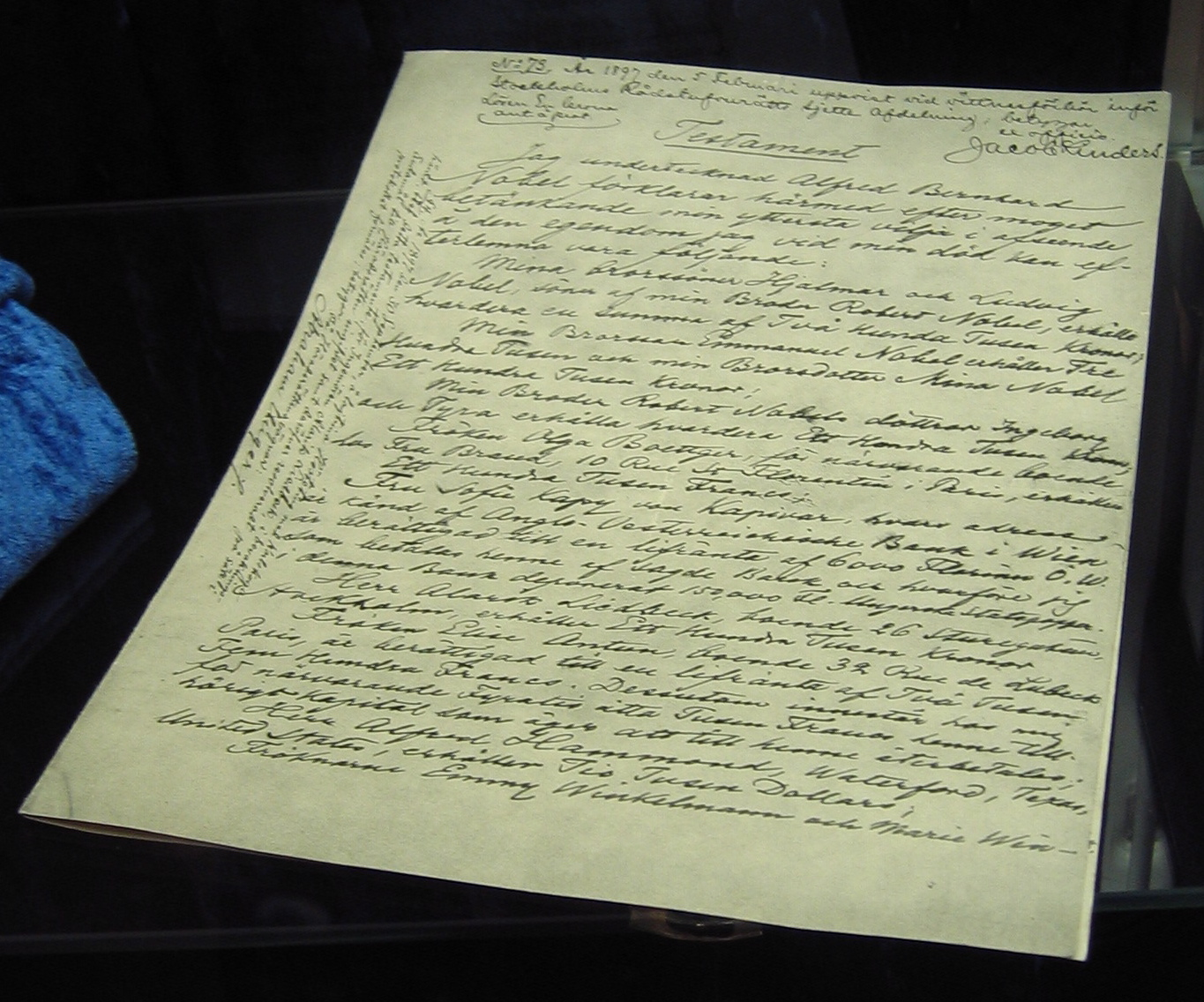
Faksimil över Alfred Nobels testamente på Björkborns herrgård.

Frågan om att göra om herrgården till museum hade väckts flera gånger under åren innan detta till sist blev av. Efter renovering öppnades det 1978 som ett museum för att visa hur Alfred Nobel bodde och levde. Museet har årligen tiotusentals besökare.
Nobelmuseet i Karlskoga är inhyst i Björkborns herrgård och i Alfred Nobels laboratorium. Museet är en stiftelse med namnet Stiftelsen Alfred Nobels Björkborn, grundad 1982. Stiftare är Karlskoga kommun, Akzo Nobel AB, Saab Dynamics AB och Nobelstiftelsen.
Museet visar utställningar om Alfred Nobel och hans liv. Stora delar av hans bibliotek finns även här, med originalböcker. Laboratoriet är en rekonstruktion av det laboratorium han inrättade i den byggnad där utställningarna i dag visas. Fiffiga huset är ett litet science center där nyfikna barn i alla åldrar har roligt. Mötesplats Alfred Nobel är museets senaste tillskott. I Nobels gamla stall har det inrättats en modern lokal för vetenskapliga och kulturella möten. Här arrangerar museet konserter, teaterguidningar och föreläsningar.

### Bofors industrimuseum
Bofors industrimuseum, som är beläget i två byggnader på området, har utställningar med fokus på Bofors historia.